# 释贞绪
释贞绪（1893年—1955年），原名李正印，字耀宗，因為家貧，十一歲（1903年）被送到巩县龙兴寺出家当和尚。1920年，在其师父纯智大和尚圆寂后，他改到少林寺拜恒林主持为师。

## 经历
- 1929年任監院。
- 1938年至1944年任當家。
- 1955年圓寂。62歲。